# Тамил Илам
Тамил Илам е съществувало от 1976 до 2009 г. непризнато държавно образувание на тамилите на част от територията на Шри Ланка.
Заема северните и източните територии на остров Цейлон, населени предимно с тамили, които изповядват индуизма за разлика от преобладаващите и доминиращи в страната будистки синхали.
Столици са били градовете Тринкомале, Джафна, Килиночи.